# 誕生八幡神社
誕生八幡神社（たんじょうはちまんじんじゃ）は、東京都品川区の神社。

## 概要
文明年間（1469年～1487年）に創建された。太田道灌が妻の無事出産を祈願するため、筑前国（現・福岡県）の宇美八幡宮より分霊を勧請し創建した。そして無事に道灌の子を誕生させたことから「誕生八幡神社」と呼ばれるようになった。
神社の両側に銀杏の巨木があり、「夫婦銀杏（めおといちょう）」と呼ばれている。品川区の天然記念物に指定されている。

## 交通アクセス
- 目黒駅より徒歩3分。